# بهترین دفاع
بهترین دفاع (انگلیسی: Best Defense) فیلمی کمدی به کارگردانی ویلارد هویک و نویسندگی ویلارد هویک و گلوریا کتز و تهیه‌کنندگی گلوریا کتز محصول سال ۱۹۸۴ میلادی است.